# Episodi di A-Team (quarta stagione)
La quarta stagione della serie televisiva A-Team è stata trasmessa in prima visione dal 24 settembre 1985 al 13 maggio 1986 sulla NBC.
| nº | Titolo originale                           | Titolo italiano                                | Prima TV USA      | Prima TV Italia |
| -- | ------------------------------------------ | ---------------------------------------------- | ----------------- | --------------- |
| 1  | Judgement Day: Part 1 & 2                  | Il giorno del giudizio (prima e seconda parte) | 24 settembre 1985 |                 |
| 2  | Judgement Day: Part 1 & 2                  | Il giorno del giudizio (prima e seconda parte) | 24 settembre 1985 |                 |
| 3  | Where Is the Monster When You Need Him?    | Dov'è il mostro?                               | 1º ottobre 1985   |                 |
| 4  | A Lease with an Option to Die              | Affitto con clausola mortale                   | 22 ottobre 1985   |                 |
| 5  | The Road to Hope                           | La strada della speranza                       | 29 ottobre 1985   |                 |
| 6  | The Heart of Rock 'n' Roll                 | Il cuore del rock & roll                       | 5 novembre 1985   |                 |
| 7  | Body Slam                                  | Corpo a corpo                                  | 12 novembre 1985  |                 |
| 8  | Blood, Sweat & Cheers                      | Sangue, sudore e applausi                      | 19 novembre 1985  |                 |
| 9  | Mind Games                                 | L'esca                                         | 26 novembre 1985  |                 |
| 10 | There Goes the Neighborhood                | Arrivano i vicini di casa                      | 3 dicembre 1985   |                 |
| 11 | The Doctor Is Out                          | Una fantastica bugiarda                        | 10 dicembre 1985  |                 |
| 12 | Uncle Buckle-Up                            | Lo zio amico                                   | 17 dicembre 1985  |                 |
| 13 | Wheel of Fortune                           | La ruota della fortuna                         | 14 gennaio 1986   |                 |
| 14 | The A-Team is Coming, The A-Team is Coming | Arrivano i nostri!                             | 21 gennaio 1986   |                 |
| 15 | Members Only                               | Strettamente riservato ai soci                 | 28 gennaio 1986   |                 |
| 16 | Cowboy George                              | Cowboy George                                  | 11 febbraio 1986  |                 |
| 17 | Waiting for Insane Wayne                   | Un ragazzo che promette bene                   | 18 febbraio 1986  |                 |
| 18 | The Duke of Whispering Pines               | Che fine ha fatto Jason Duke?                  | 25 febbraio 1986  |                 |
| 19 | Beneath the Surface                        | Sotto la superficie                            | 4 marzo 1986      |                 |
| 20 | Mission of Peace                           | L'esploratore cavalca ancora                   | 11 marzo 1986     |                 |
| 21 | The Trouble with Harry                     | L'appuntamento                                 | 25 marzo 1986     |                 |
| 22 | A Little Town with an Accent               | Un pieno... pieno di guai                      | 6 maggio 1986     |                 |
| 23 | The Sound of Thunder                       | Il rumore del tuono                            | 13 maggio 1986    |                 |